# Usina Termoelétrica Piratininga
A Usina Termoelétrica Piratininga é uma usina de energia inaugurada no dia 15 de novembro de 1954, localizando-se na zona sul da cidade de São Paulo, a beira do canal do Jurubatuba e próximo a represa Billings.

## História
Na segunda metade do século XX o parque industrial paulista estava apresentando altas taxas de expansão, juntamente disso veio uma alta demanda de energia elétrica. Por uma escassez hidrológica (proveniente de uma seca no começo da década de 1950) optou-se em usar como fonte geradora o meio termoelétrico.
Em sua inauguração no dia 15 de novembro de 1954 a usina contava com 2 geradores com potencial inicial de 200 MW. A usina voltou a ser expandida em 1960 com a colocação de duas novas turbinas, cada uma com potencial de geração de 136 MW, fazendo assim o potencial total de geração da usina subir para 472 MW.
Com a intenção de melhoramento das condições ambientais, principalmente a do ar na região da usina, em 1980 houve a mudança no combustível usado para um com menor teor de enxofre. Em janeiro de 2001, iniciou-se o processo para usar progressivamente o gás natural como combustível na Usina Termelétrica Piratininga por ser mais vantajoso ambientalmente. Em consórcio da Empresa Metropolitana de Águas e Energia (EMAE) juntamente com a Petrobras, a usina veio a passar por uma modernização e renovação. O investimento foi estimado em US$ 300 milhões.
Em 2001, a UTE Piratininga teve um papel importante durante a crise no setor elétrico, operando em situação emergencial, utilizando óleo combustível para a geração de energia elétrica.
A inauguração da primeira etapa da usina se deu em julho de 2002, com a produção de 200 MW em duas turbinas movidas a gás natural.
Em março de 2006, foram concluídos os comissionamentos das unidades 3 e 4 para operarem em ciclo combinado com as caldeiras de recuperação das turbinas a gás da UTE Fernando Gasparian (atual Nova Piratininga). A inauguração do fechamento do ciclo combinado se deu em janeiro de 2007.
Em 27 de abril de 2007, a EMAP arrendou os ativos da Usina Termelétrica Piratininga (“UTE Piratininga”) a Petrobras. Estes ativos são operados em conjunto com a Usina Termelétrica Nova Piratininga (antiga Fernando Gasparian), pertencente à Petrobrás, aumentando à eficiência de ambas as usinas.
Em 2008, a Petrobras cedeu à Baixada Santista Energia S.A (BSE), sua subsidiária integral, o contrato de arrendamento firmado com a EMAE. 
O complexo termelétrico das duas usinas foi o primeiro no estado de São Paulo movido a gás natural.

## Operação
Atualmente estão em operação as unidades geradoras 3 e 4, dois turbogeradores, com capacidade de 95 MW cada. Essas unidades operam em ciclo combinado com a UTE Nova Piratininga. 
As unidades geradoras 1 e 2, cada uma com 100 MW, estão fora de operação comercial desde 2009. 